# Křížová cesta v Hostinném
Křížová cesta v Hostinném, nazývaná také Křížová cesta u kostela Nejsvětější Trojice v Hostinném či soubor 14 kaplí křížové cesty v Hostinném, je památkově chráněná tesaná exteriérová kamenná křížová cesta ve městě Hostinné v okrese Trutnov v Královéhradeckém kraji. Pozdně barokní sochařské dílo s barevnými obrazy se také nachází na levém břehu Labe a v Krkonošském podhůří.

## Historie a popis
Křížová cesta v Hostinném je postavena u vnitřní strany hřbitovní zdi kostela Nejsvětější Trojice v Hostinném. Původně však byla postavena v roce 1736 u františkánského kláštera a nechal zhotovit měšťan a obchodník s plátnem Johann Ignác Heussler. Křížová cesta stála po obou stranách silnice vedoucí od klášterního kostela směrem k Novým Zámkům. Avšak roku 1837 byla, z důvodu rozšíření silnice, přemístěna na současné místo. Křížová cesta v Hostinném je historicky cenný soubor 14 malých sloupových výklenkových kapliček (či stél), u kterých je ústředním motivem venkovní křížová cesta se 14 malovanými zastaveními zobrazující poslední dny Ježíše Krista. Kapličky, které jsou vytesány z kamene, jsou umístěny v jižní a západní částí místa. Půdorys základu kapliček má obdélníkový tvar s rozměry 1,30×0,9×0,15 m. Tělo kaple je osazený tesaný kvádr (v podstatě socha) z červeného pískovcovce, s výklenkem (nikou) a trojúhelníkovým zastřešením s kovovým křížkem. Ve spodní části kapličky jsou německé nápisy popisující jednotlivá zastavení křížové cesty. Celková výška každé kapličky je 2,87 m. Autor díla, které je památkově chráněno od 3. května 1958, je neznámý.

## Další informace
Křížová cesta je veřejně přístupná v době otevření brány kostelního areálu. U kostela je také postaven smírčí kříž, další kříže aj. památky.

## Galerie

Zastavení křížové cesty
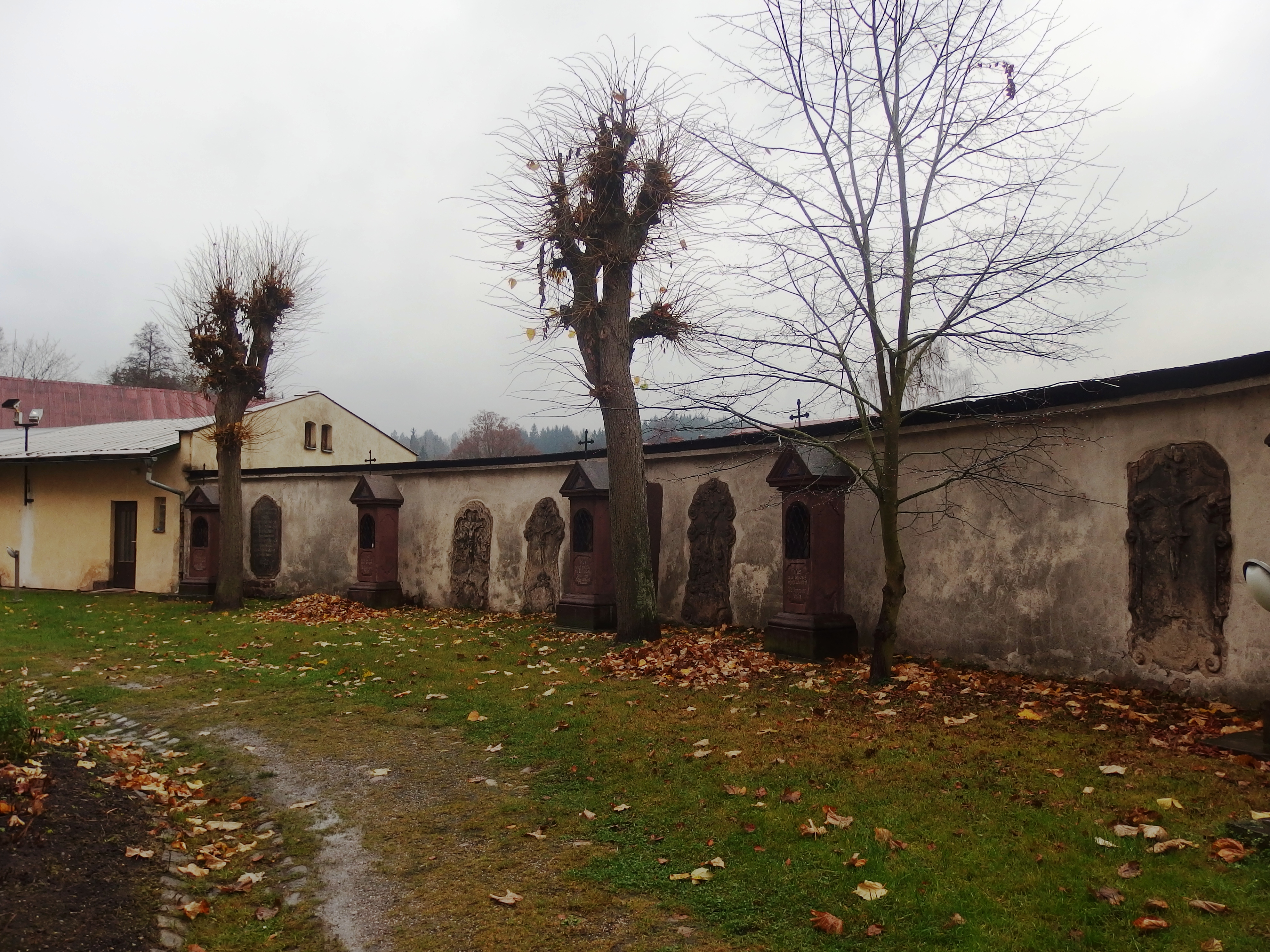
Křížová cesta u kostelní zdi
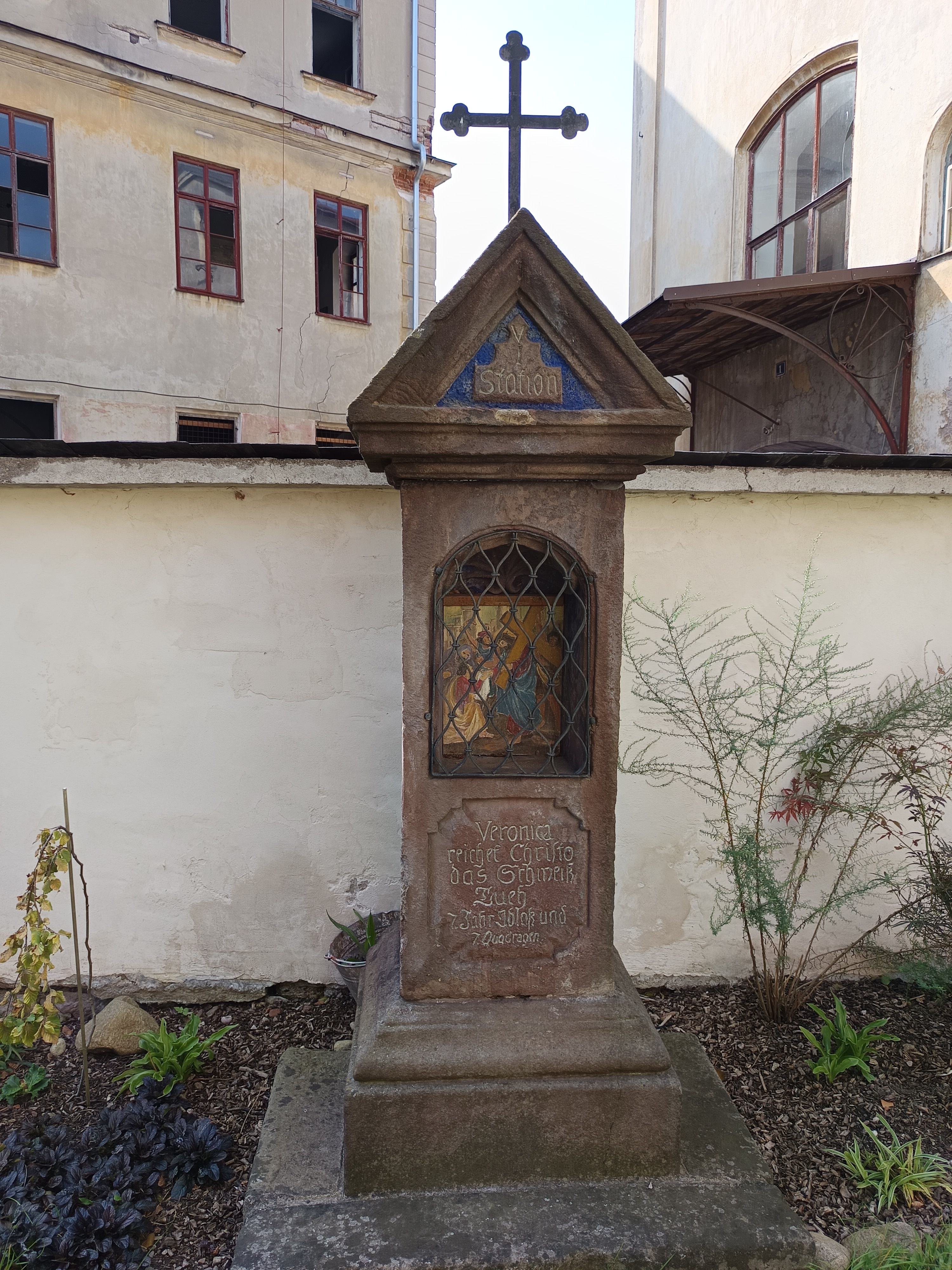
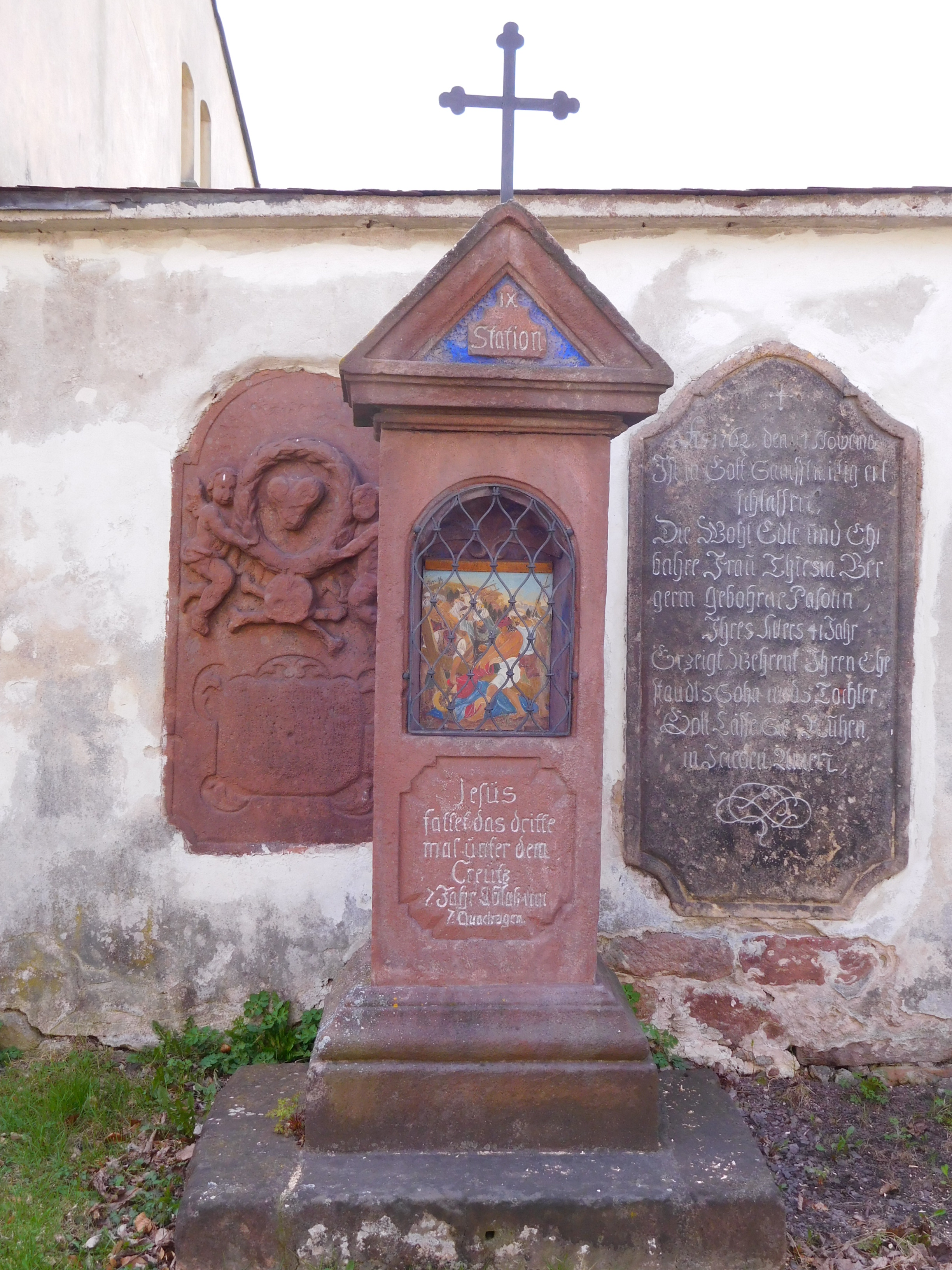
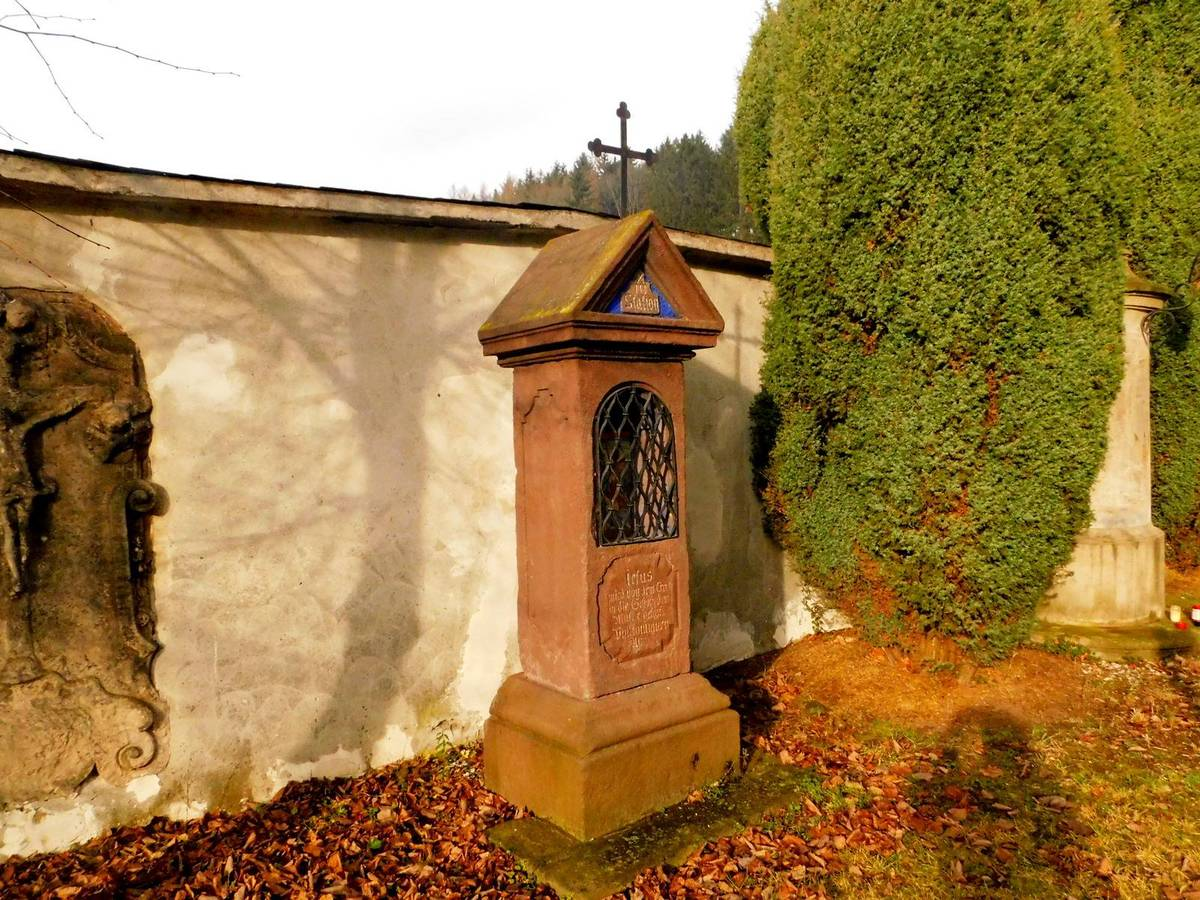